# Marit Arnstad
Pour les articles homonymes, voir Arnstad.
Marit Arnstad (née le 4 mai 1962 à Skatval dans le Nord-Trøndelag) est une avocate norvégienne et une personnalité politique (SP).
Elle est députée au Storting de 1993 à 1997, puis de 2001 à 2005.
Elle a été ministre du Pétrole et de l’Énergie sous le premier gouvernement de Kjell Magne Bondevik (1997-2000).
Depuis le 18 juin 2012, elle est ministre des Transports et des Communications (gouvernement Stoltenberg II).

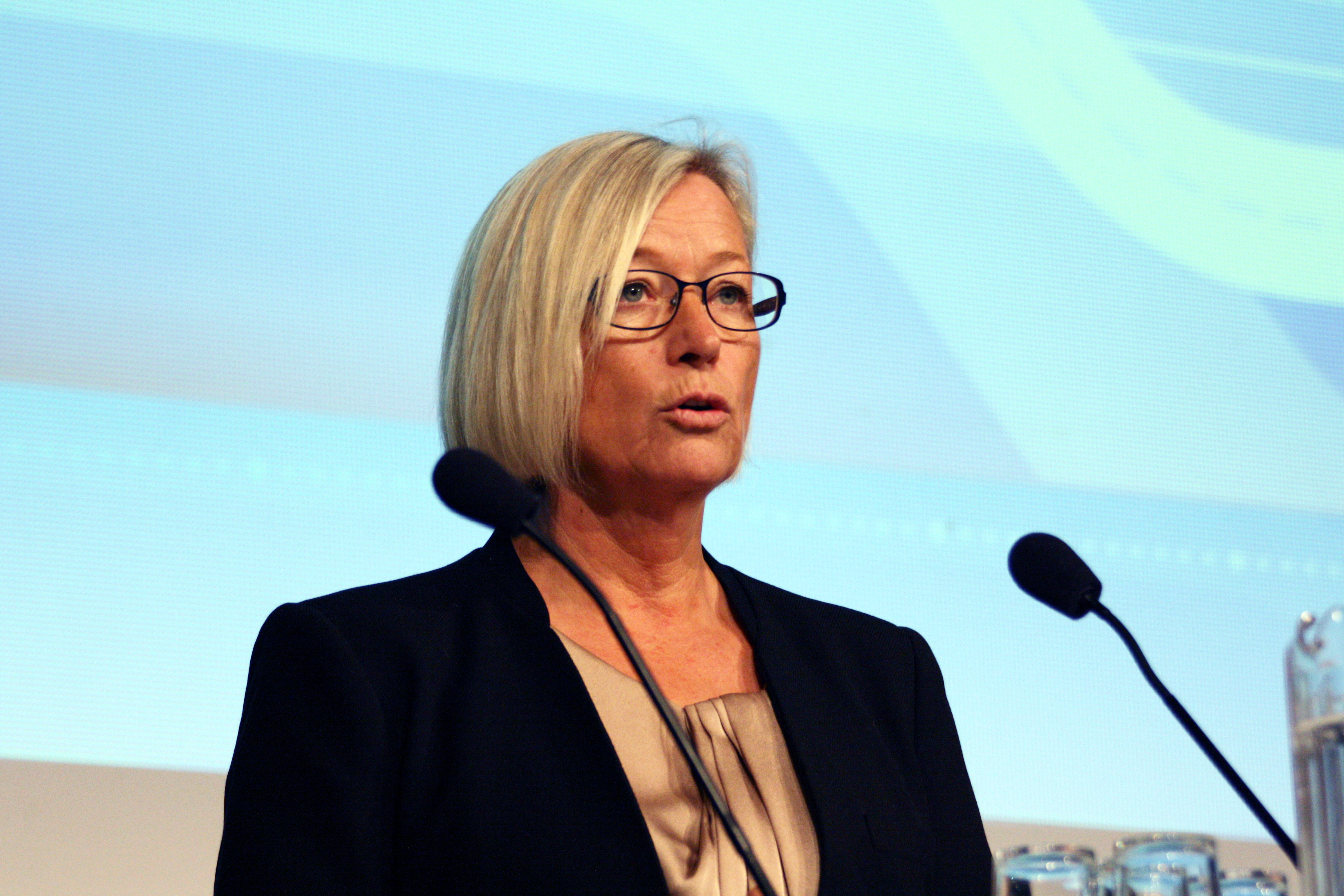
Marti Arnstad en 2012